# Isopentényl-pyrophosphate
Pour les articles homonymes, voir IPP.
L’isopentényl-pyrophosphate (IPP) est un composé chimique de formule CH2=C(CH3)–CH2–CH2–O–POO−–O–PO(O−)2. C'est un intermédiaire de la voie du mévalonate, une voie métabolique de biosynthèse du diméthylallyl-pyrophosphate et de l'isopentényl-pyrophosphate, précurseurs notamment des terpènes, terpénoïdes et stéroïdes. Il est formé à partir d'acétyl-CoA et d'acide mévalonique. Il peut ensuite être isomérisé en diméthylallyl-pyrophosphate par l'isopentényle diphosphate delta-isomérase.

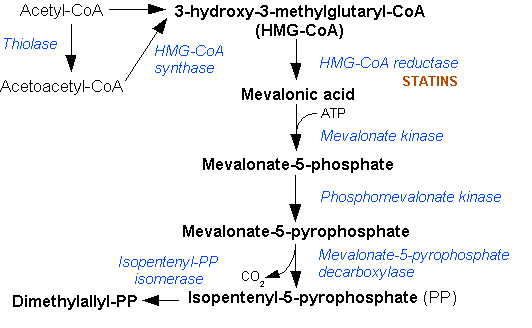
Voie du mévalonate.

Version simplifiée de la biosynthèse des stéroïdes mettant en évidence les intermédiaires diméthylallyl-pyrophosphate (DMAPP), isopentényl-pyrophosphate (IPP), géranyl-pyrophosphate (GPP), squalène et lanostérol ; certains intermédiaires ne sont pas représentés.